# Siodło (część samochodu ciężarowego)

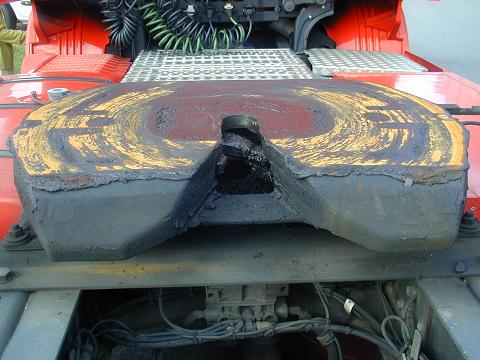
Siodło

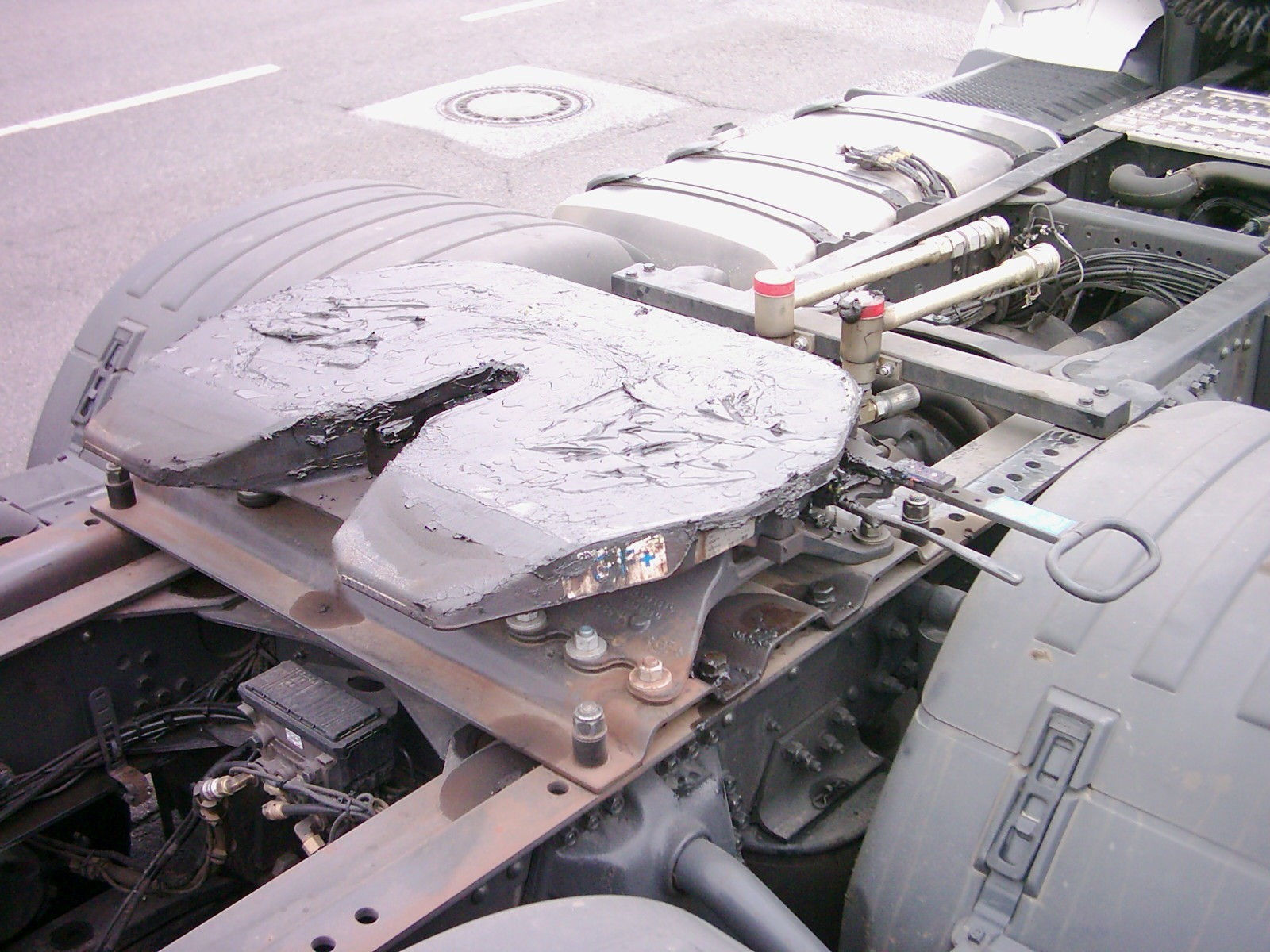
Siodło ciągnika siodłowego

Siodło – element stanowiący połączenie ciągnika siodłowego, jako aktywnego środka transportu, z naczepą, będącą elementem biernym.
Siodło pełni równocześnie funkcje sprzęgu i łożyska ślizgowego. Naciski wywierane na siodło zawierają się w przedziale od 5 do 36 ton. Jednakże zasadniczy zakres nacisków to 15–29 ton. Zastosowanie tego elementu pozwala na znaczną poprawę manewrowości całego zestawu naczepowego przy jednoczesnym zachowaniu wszelkich warunków bezpieczeństwa w trakcie użytkowania. Układ mocowania sprzęgu składa się ze sworznia królewskiego oraz zamka blokującego sworzeń w siodle.

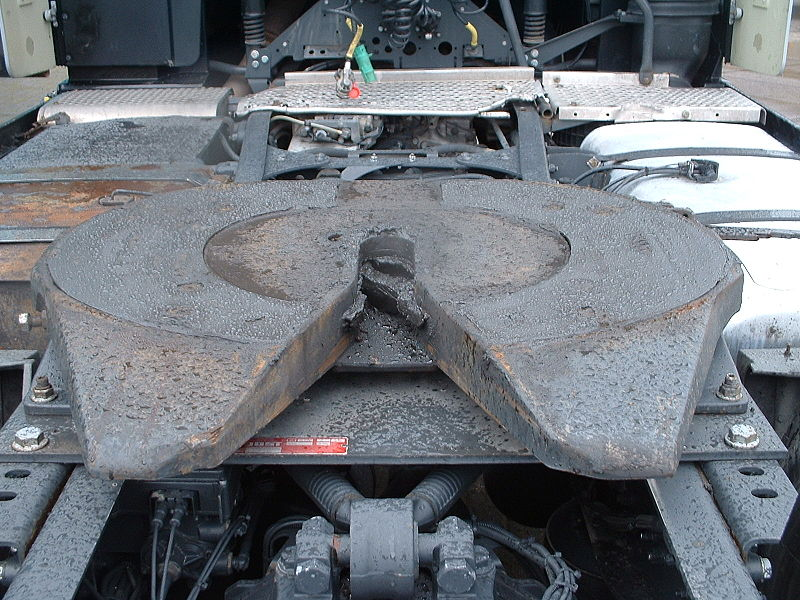
Siodło zamocowane na ciągniku siodłowym
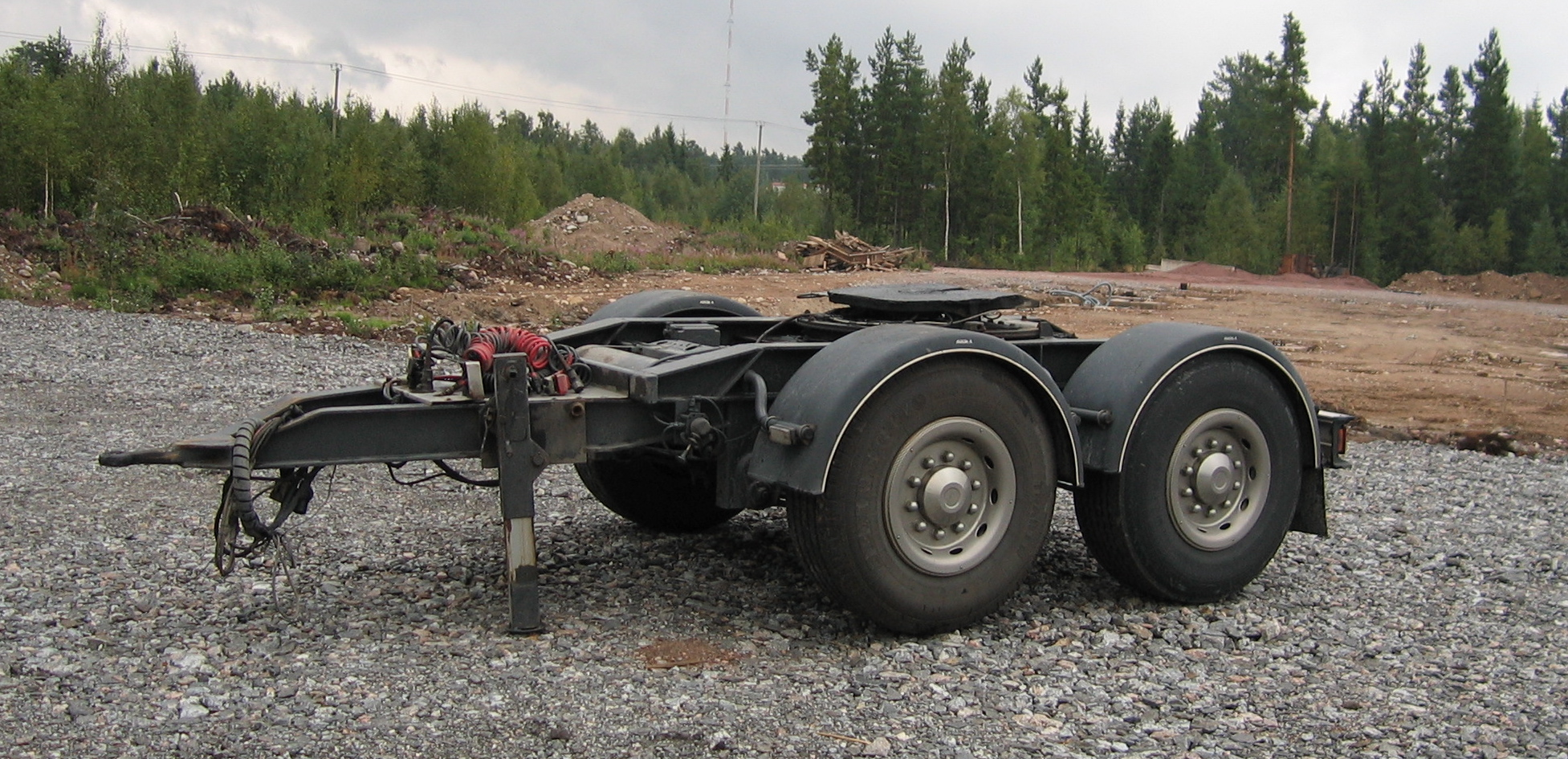
Siodło zamocowane na wózku (przyczepie)